# Gold (canção de Victoria Justice)
"Gold" é uma canção gravada pela atriz e cantora estadunidense Victoria Justice, lançada como o primeiro single de seu futuro álbum de estreia, sem nome e data de lançamento revelado. A faixa foi lançada pela Columbia Records no dia 18 de junho de 2013, tendo estreado exclusivamente em 17 de junho de 2013, no programa de rádio On Air with Ryan Seacrest. No dia 19 de julho, Jonathan Shank da Red Light Management, disse em entrevista que "Gold" era um buzz, e que o disco sairia em 2014. O intuito seria descobrir um ponto de entrada para seu próximo single nas rádios.

## Antecedentes
Em outubro de 2012, Justice revelou que seu álbum seria lançado em 2013, dizendo: "Vai ser pop". Em 6 de junho de 2013, ela anunciou em sua página no Twitter que o seu primeiro single, "Gold", será lançado em 18 de junho de 2013.

## Videoclipe
A fotografia inicial para o videoclipe da canção começou em 16 de junho de 2013. Colton Haynes fez o papel de interesse amoroso de Justice no videoclipe.
No dia 11 de julho, Perez Hilton disponibilizou em seu blog uma prévia do videoclipe,que no dia seguinte foi lançado oficialmente no VEVO.

## Faixas e formatos
| Download digital |         |         |  |
| N.º              | Título  | Duração |  |
| 1.               | "Gold"  | 3:13    |  |
| 2.               | "Shake" | 3:34    |  |

## Recepção

### Recepção da crítica
"Gold" foi recebida de forma mista pela crítica especializada. Byron Flitsch do Buzzworthy MTV descreveu seu a canção como uma perfeita sintonia de verão, afirmando: "Na canção ela define sua vibração acústica de lado por um som peppier que se articula perfeitamente com o paquera". Amy Sciarretto do PopCrush deu a canção três estrelas de cinco, dizendo: "A canção não vai iluminar o mundo para se tornar uma canção definitiva para os ouvintes de música pop, mas certamente vai encontrar ouvidos entre o conjunto jovem e feminino, graças ao seu clima solto, leve e despreocupado".

## Histórico de lançamento
| País           | Data                | Gravadora | Formato          |
| -------------- | ------------------- | --------- | ---------------- |
| Estados Unidos | 18 de junho de 2013 | Columbia  | Download digital |